# Mas Pla (Torroella de Montgrí)
El Mas Pla és un mas de Torroella de Montgrí (Baix Empordà), situat al marge dret del riu Ter, al costat de la carretera que comunica amb el càmping El Delfín Verde, abans d'arribar al Mas Pinell.

## Història
El mas apareix citat el 1600 al llibre de Diversos de l'Ajuntament de Torroella de Montgrí, com a Mas de Pere Pla. Va pertànyer al llinatge dels Pla durant els segles XVII, XVIII i la major part del XIX. Durant el segle XVII els propietaris vivien a la casa pairal, anomenada Casa Principal del Pla, al nucli urbà de Torroella de Montgrí, i actualment coneguda com a Casa Negre, al carrer Codina, 2.
En un mapa del projecte de desviament del riu Ter, de 1790, apareix com el 'Manso de José Pla'. El 1833 la finca, que aleshores tenia una extensió de 110 ha, va ser heretada per Enric Pla de López i de Armengol, que no va tenir fills, i la seva germana Maria Dolors, casada amb Salvador Negre Vancells, va heretar-ne el patrimoni. El 1899 el propietari era Tomàs Roger i Larrosa, que va ser senador per Girona pel Partit Conservador.
Durant la Guerra Civil espanyola el mas va ser col·lectivitzat per la Col·lectivitat Agrícola CNT-AIT de Torroella de Montgrí. El 1943 el propietari era Antoni Roger i Martín, el 1984 el va comprar Albert Bosch i Sala per a conrear-hi blat de moro, i el 2000 el va adquirir Josep Darnés i Alabau, que hi conrea arròs.